# Maria Alinda Bonacci Brunamonti
Maria Alinda Bonacci Brunamonti (Itália, 21 de agosto de 1841, Perúgia, 3 de fevereiro de 1903) foi uma poetisa italiana. Seus trabalhos poéticos abordavam os problemas contemporâneos relacionados às mulheres e, devido a isso, tornou-se a primeira mulher italiana a ter o direito de voto.